# Serica bolm
Serica bolm är en skalbaggsart som beskrevs av Ahrens 2005. Serica bolm ingår i släktet Serica och familjen Melolonthidae. Inga underarter finns listade i Catalogue of Life.